# Roma wa la n'toura
Roma wa la n'toura (àrab: روما ولا نتوما, Rūmā wa-lā ntūmā, lit. ‘Roma enlloc de tu’) és una pel·lícula dramàtica de 2006 dirigida per Tariq Teguia i protagonitzada per Samira Kaddour i Rachid Amrani com dos joves que intenten deixar enrere Algèria i la Guerra Civil algeriana per un futur millor. És el debut com a director de llargmetratges de Teguia, qui anteriorment havia realitzat alguns curtmetratges i un documental el 2002. La pel·lícula va guanyar el premi especial del jurat en el Festival Internacional de Cinema de Friburg de 2007.

## Argument
Després de la guerra civil entre els militars i els islamistes que va deixar uns 200.000 morts als anys noranta, un grup de joves algerians vol marxar d'Algèria a qualsevol preu. La inèrcia mortal del país tal com es representa a la pel·lícula ho diu tot sobre aquest desig. Algèria ha mort, fugim. Fins a Roma si cal.
Kamel, de vint anys, i la seva amiga, Zina, de vint-i-tres, busquen a Alger al traficant de persones Bosco per a obtenir passaports falsificats i poder sortir del país cap a Roma.

## Repartiment
- Samira Kaddour com Zina
- Rachid Amrani com Kamel
- Ahmed Benaissa com el policia
- Kader Affak com Malek
- Lali Maloufi com Merzak
- Moustapha Benchaïb com Mahmoud
- Khaddra Boudedhane com a mare de Zina
- Rabbie Azzabi com a jove en roba esportiva
- Fethi Ghares com a jove en roba de treball

## Recepció
El crític de la revista Variety, Robert Koehler, va elogiar «el reeixit debut de Tariq Teguia (…) Encara que els moments finals són previsibles, tant l'arribada com les seqüeles immediates mostren a Teguia com un director prometedor». Koehler també va aprovar les «[actuacions] naturalistes i tranquil·les» de Kaddoui i Amrani. En Slant Magazine, no obstant això, Eric Henderson va considerar que la pel·lícula va «ser concebuda amb arrogància, executada amb pretensions i prolongada amb petulància».